# Eftime Murgu (okręg Caraș-Severin)
Eftime Murgu – wieś w Rumunii, w okręgu Caraș-Severin, w gminie Eftimie Murgu. W 2011 roku liczyła 1628 mieszkańców. 